# Grendel

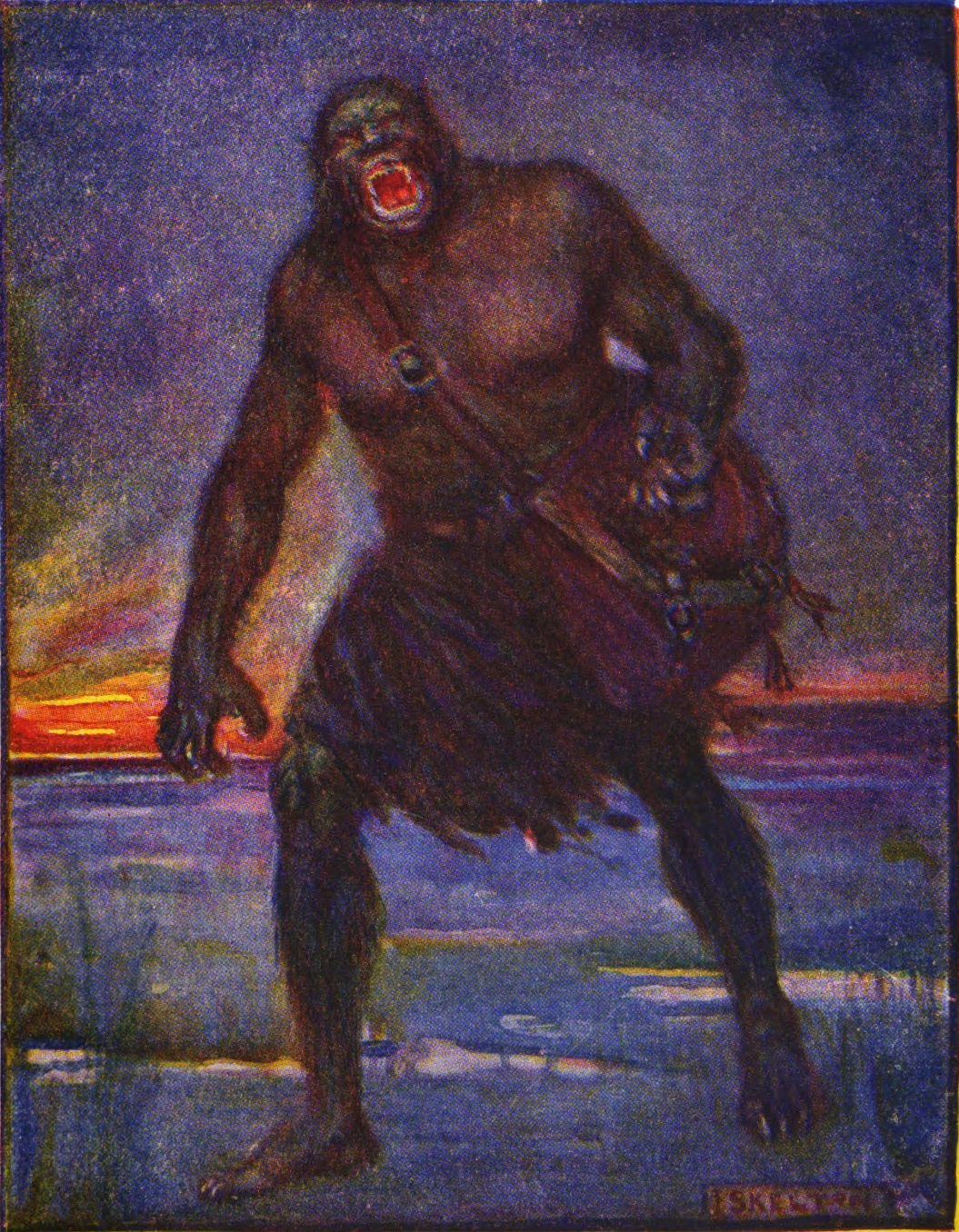
Grendel raffigurato nella serie a fumetti Storie di Beowulf (1908)

Nel poema epico anglosassone medioevale Beowulf, Grendel è il primo dei tre antagonisti che l'eroe (Beowulf) deve affrontare. Appare anche in alcune altre opere che raccontano le vicende del personaggio Beowulf, per esempio la saga di Hrólf Kraki.

## Grendel come mostro
Sebbene lo scontro Beowulf-Grendel sia spesso indicato come una delle incarnazioni più "pure" del topos mitologico della battaglia fra l'eroe e il mostro (San Giorgio e il Drago), esso è probabilmente l'essenza perfetta del male puro: un aspetto mai visibile, una forza sovrumana e attività notturna bastano già per far immaginare la sua natura sfuggevole e allo stesso tempo inumana. Diretto "discendente di Caino" e quindi "in continua guerra contro Dio", mostra parte della sua corporatura solo col braccio mozzato (e la pelata) nello scontro con Beowulf: un arto quasi animale con cinque dita provviste di artigli duri come il ferro, impossibili da scalfire.
Studi del XX secolo sulle parole chiave nel poema dimostrano che Grendel potesse essere qualcosa di simile ai troll o i più selvaggi orchi; per quest'ultimi già il poema indica la razza del mostruoso Grendel come Orc-néas, che sembra significare "cadaveri di Orcus", dove il termine orcus è l'originale latino e può essere interpretato come sinonimo di Orco, inteso come divinità oppure come sinonimo di Inferi.

## Ruolo nel Beowulf
Come primo antagonista del poema, Grendel appare fin dalle prime pagine come un'orrida creatura che improvvisamente terrorizza ogni notte la reggia del re danese Hrothgar, "Il Cervo". Ben presto noto dappertutto per la sua incredibile ferocia, in molti cercano di fermarlo, ma senza successo. Per più di dieci anni l'essere vaga libero per le terre del Danelaw, finché un guerriero dei Geati di nome Beowulf (figlio di Ecgþeow e quindi amico di Hrothgar) accorre ad aiutare il re.
Giunto nella sua reggia decide di affrontare l'essere a mani nude, in quanto desideroso di affrontarlo alla pari. Passa la notte all'interno di Heorot assieme ai suoi quattordici uomini, e il mostro arriva: un guerriero viene ucciso, ma Beowulf riesce a raggiungere Grendel prima che riesca a spargere altro sangue. L'essere nota subito la forza incredibile dell'uomo e ben poco riesce a fare nella sua stretta. Alla fine, preso per il braccio, viene brutalmente privato dell'arto e cacciato nella brughiera posta diverse miglia dalla reggia dei danesi; tornando nella sua tana, muore infine per dissanguamento. La madre cerca in seguito di vendicarlo, ma sempre Beowulf la ucciderà.

## Nella cultura di massa
- Il romanzo L'orco di John Gardner (1971) racconta la storia di Grendel dal punto di vista del mostro.
- Grendel Grendel Grendel, è un film d'animazione del 1981, basato sul romanzo di Gardner; vi compare Peter Ustinov nel ruolo di Grendel.
- Grendel è una serie di fumetti di Matt Wagner focalizzata sui temi dell'aggressione e la violenza.
- Nel film del 1999 Beowulf, Grendel è il figlio, per metà uomo e per metà demone, del re Hrothgar stesso, venuto a reclamare il suo trono.
- Nel film del 1999 Il 13º guerriero, la cui trama è tratta dal romanzo Mangiatori di morte di Michael Crichton, a sua volta ispirato proprio al poema epico Beowulf, i nemici dei protagonisti sono una tribù di Neanderthal cannibali chiamati Wendol, i quali rappresentano una sorta di umanizzazione di Grendel.
- Il gruppo neoprogressive dei Marillion realizzò un brano dal titolo Grendel, ispirato al romanzo di Gardner; durante le performance dal vivo, il cantante Fish, mascherato da Grendel, afferrava un malcapitato preso a caso dal pubblico e fingeva di massacrarlo.
- Il gruppo musicale stoner rock Fu Manchu ha pubblicato un brano dal titolo Grendel, Snowman (dall'album The Action is Go) in cui si parla di un mostro che appare un ibrido di Grendel e lo Yeti.
- Un brano dal titolo Grendel fu pubblicato anche dal gruppo di alternative rock Sunny Day Real Estate nel 1994 (dall'album Diary).
- Nel 1987 Larry Niven, Jerry Pournelle e Steven Barnes hanno scritto una versione fantascientifica del mito di Grendel, L'incognita dei Grendel. Infatti il mostro in questo caso è un esemplare di una razza autoctona di Tau Ceti IV colonizzato da Beowulf e i suoi compagni di viaggio. Nel seguito del romanzo, I figli di Beowulf (Beowulf's Children, 1995), il mostro viene rivalutato - rivelandosi in qualche modo meno malvagio di alcuni uomini - e alla fine si allea con le sue vittime predestinate.
- Nel film del 2005 Beowulf & Grendel di Sturla Gunnarsson, che offre una visione più realistica della storia, Grendel è raffigurato come un nerboruto uomo selvaggio, ritenuto un "troll" dalle genti della Danimarca, che cerca vendetta nei confronti del re Hrothgar, essendo egli l'artefice dell'uccisione di suo padre quando era ancora piccolo.
- Nel film di Robert Zemeckis del 2007 La leggenda di Beowulf, Grendel viene raffigurato in modo abbastanza fedele al poema, ma le sue origini differiscono: invece di discendere da un gruppo di mostri con Caino come capostipite, è un ibrido uomo-demone nato dall'unione di un essere mutaforma e Hrothgar in persona.
- Grendel compare come avversario del protagonista Shadow nel racconto di Neil Gaiman Il sovrano del Glen (2003), contenuto nella raccolta Cose fragili (2006)
- Nel videogioco Warframe è stato aggiunto nel 2019, con l'aggiornamento Il sangue antico, il warframe Grendel, il cui nome è ispirato proprio a questo personaggio mitologico.

- Grendel è un boss nel videogioco Assassin’s Creed: Valhalla, dove appare come un “normale” uomo dotato di grande stazza e forza fisica, ma con la mente di un bambino. È inoltre figlio di un’anziana contadina che cercherà di vendicare la sua morte.

- Un'altra interpretazione del personaggio è presente nel videogioco The Wolf Among Us (2013) di Telltale Games come personaggio secondario, dove per gran parte del tempo appare in forma umana grazie ad un incantesimo. Sebbene gli eventi narrati sono basati sulla serie di fumetti Fables, Grendel è un personaggio creato appositamente per il gioco, e verrà introdotto anche nei fumetti tramite Fables: The Wolf Among Us nel 2015.